# Austrolittorina
Austrolittorina là một chi ốc biển, là động vật thân mềm chân bụng sống ở biển trong họ Littorinidae.

## Các loài
Các loài thuộc chi Austrolittorina bao gồm:
- Austrolittorina antipodum (Philippi, 1847)[2]
- Austrolittorina araucana (d'Orbigny, 1840)[3]
- Austrolittorina cincta (Quoy & Gaimard, 1833)[4]
- Austrolittorina fernandezensis (Rosewater, 1970)
- Austrolittorina unifasciata (Gray, 1826)[5]